# إيفان غراي
إيفان غراي (18 نوفمبر 1954 بويلينغتون في نيوزيلندا - ) (بالإنجليزية: Evan Gray)‏ هو لاعب كريكت نيوزلندي. شارك مع منتخب نيوزيلندا الوطني للكريكت.

## وصلات خارجية
- إيفان غراي على موقع إي آس بي آن كريك إنفو (الإنجليزية)